# 娜塔莎·巴克
娜塔莎·巴克（英語：Natasha Barker，1970年11月30日—），澳大利亚女子举重运动员。她曾代表澳大利亚参加2002年和2006年英联邦运动会举重比赛，获得三枚银牌和一枚铜牌。她也曾参加2000年夏季奥运会。